# Carex erythrobasis
Carex erythrobasis là một loài thực vật có hoa trong họ Cói. Loài này được H.Lév. & Vaniot mô tả khoa học đầu tiên năm 1908.